# Tornagauxes

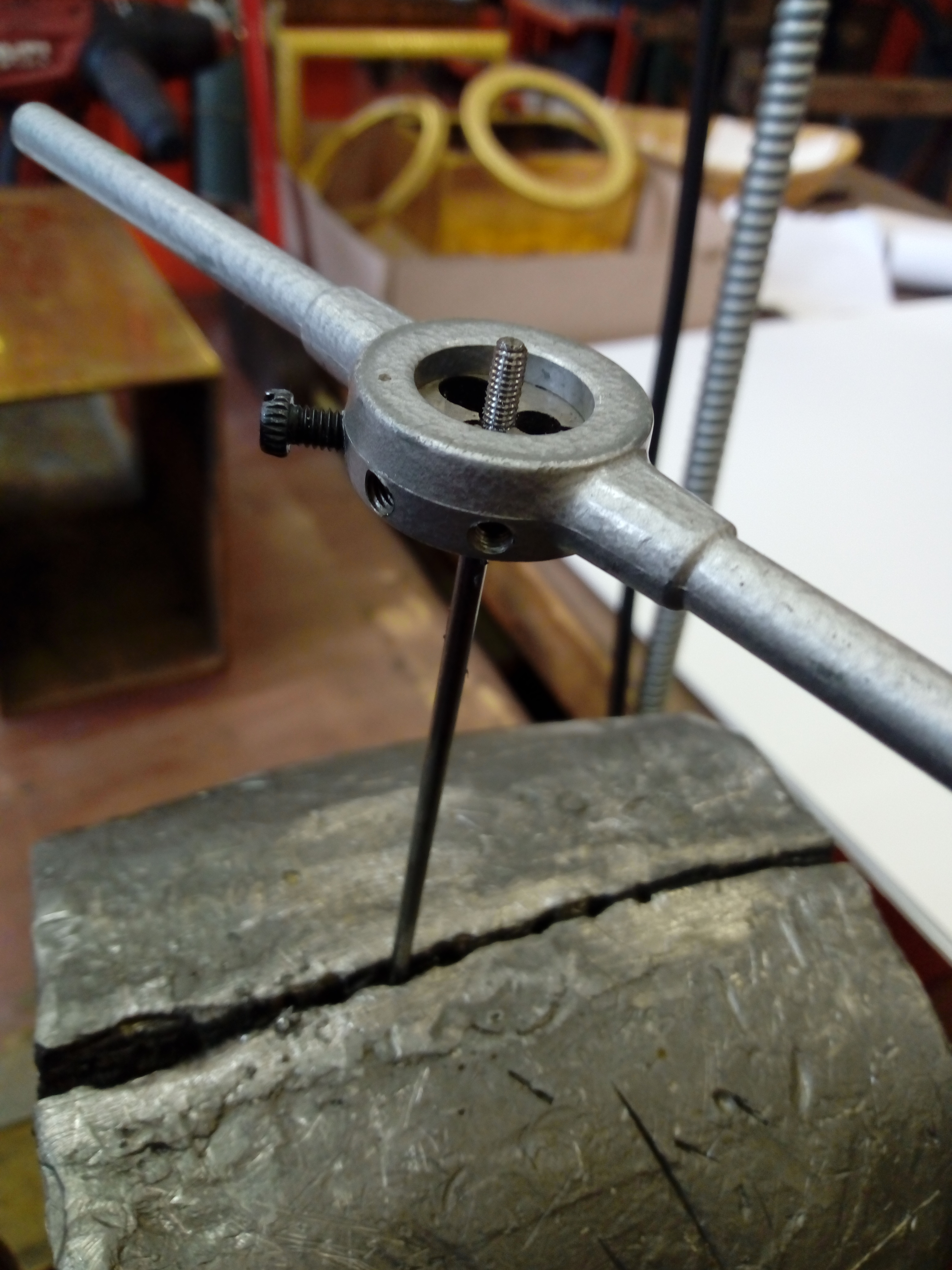
Tija essent filetada amb portafileres

El tornagauxes també anomenat tornaboix o tornagall és un portafileres destinat a l'ús de barrines manuals. El tornagauxes és compost de dos mànecs a 180° damunt una part central formada per un parell de mordasses mòbils destinades a subjectar la barrina amb el portafileres.
El nom tornagauxes, del francès tourne-à-gauche ("gira a l'esquerra") podria provenir de la tècnica d'utilitzar barrines manuals (principalment amb la barrina d'escairament) : a fi de fer barrinades de bona qualitat, i sobretot per a no trencar les barrines dins la peça, cal girar sistemàticament el portaeines d'una mitja volta en direcció contrària a les agulles del rellotge, per tant cap a l'esquerra, després d'haver avançat d'una volta cap a la dreta, això per tal de trencar les barrumballes que corren el risc de blocar l'eina i netejar els trossets de tall. També hi ha tornagauxes de trinquet, el mode trinquet dels quals es pot utilitzar principalment amb trepans o caps de frare.

## Altre ús
Un tornagauxes és l'eina que, acoblada a un extractor, amb filet inversa, permet de treure la tija d'un caragol el cap del qual és trencat.
- es fa un forat (preferiblement amb un trepant especial, combinat amb l'extractor) al cos del caragol trencat ;
- un extractor, amb filet invers, i de mida adaptada al forat, s'introdueix progressivament caragolant amb l'eina descrita a l'article ;
- El (des)caragolament es realitza de dreta a esquerra (en direcció contrària a les agulles del rellotge) ;
- l'extractor, lleugerament cònic, s'enfonsa gradualment fins que el seu diàmetre supera aquell del forat perforat ;
- Quan l'extractor arriba a aquest límit, la força del descaragolament es transmet al caragol trencat que surt del seu lloc.